# Palermo Brancaccio vasútállomás
Palermo Brancaccio vasútállomás egy vasútállomás Olaszországban, Szicília régióban, Palermo megyében, Palermo településen. Forgalma alapján az olasz vasútállomás-kategóriák közül az ezüst kategóriába tartozik.

## Vasútvonalak
Az állomást az alábbi vasútvonalak érintik:
- Palermo–Agrigento–Porto Empedocle-vasútvonal
- Caltanissetta-Palermo-vasútvonal
- Palermo–Messina-vasútvonal